# Василёво (Пушкинский городской округ)
Василёво — деревня в Пушкинском районе Московской области России, входит в состав городского поселения Ашукино. Население — 102 чел. (2010).

## География
Расположена на севере Московской области, в северной части Пушкинского района, у границы с Сергиево-Посадским районом, примерно в 22 км к северу от центра города Пушкино и 37 км от Московской кольцевой автодороги, на реке Сумери бассейна Клязьмы.
К деревне приписано шесть садоводческих товариществ. Рядом с деревней проходит линия Ярославского направления Московской железной дороги, в 4,5 км к востоку — Ярославское шоссе М8. Ближайшие населённые пункты — село Абрамцево, деревни Антипино и Подвязново, ближайший остановочный пункт — платформа Калистово.

## Население
| 1859 | 1890 | 1899 | 1926 | 2002 | 2006 | 2010 |
| ---- | ---- | ---- | ---- | ---- | ---- | ---- |
| 98   | ↗170 | ↗185 | ↗227 | ↘67  | ↗83  | ↗102 |

## История
В «Списке населённых мест» 1862 года — владельческое сельцо 1-го стана Дмитровского уезда Московской губернии по правую сторону Московско-Ярославского шоссе (из Ярославля в Москву), в 30 верстах от уездного города и 14 верстах от становой квартиры, при реке Сумерке, с 12 дворами и 98 жителями (48 мужчин, 50 женщин).
По данным на 1899 год — деревня Богословской волости Дмитровского уезда с 185 жителями.
В 1913 году — 32 двора.
По материалам Всесоюзной переписи населения 1926 года — деревня Даниловского сельсовета Софринской волости Сергиевского уезда Московской губернии в 3,7 км от Ярославского шоссе и 10,7 км от станции Софрино Северной железной дороги, проживало 227 жителей (110 мужчин, 117 женщин), насчитывалось 46 хозяйств, из которых 45 крестьянских.
С 1929 года — населённый пункт в составе Пушкинского района Московского округа Московской области. Постановлением ЦИК и СНК от 23 июля 1930 года округа как административно-территориальные единицы были ликвидированы.
Административная принадлежность
1929—1954 гг. — деревня Даниловского сельсовета Пушкинского района.
1954—1957, 1962—1963, 1965—1994 гг. — деревня Луговского сельсовета Пушкинского района.
1957—1960 гг. — деревня Луговского сельсовета Мытищинского района.
1960—1962 гг. — деревня Луговского сельсовета Калининградского района.
1963—1965 гг. — деревня Луговского сельсовета Мытищинского укрупнённого сельского района.
1994—2006 гг. — деревня Луговского сельского округа Пушкинского района.
С 2006 года — деревня городского поселения Ашукино Пушкинского муниципального района Московской области.